# 大果囊薹草
大果囊苔草（学名：Carex magnoutriculata）为莎草科苔草属的植物，是中国的特有植物。分布在中国大陆的云南、四川等地，生长于海拔1,400米至2,600米的地区，一般生长在山坡空旷处、路旁和小溪边，目前尚未由人工引种栽培。